# Sefa Urlu
Sefa Urlu (Antália, 8 de março de 1994) é um ex-voleibolista indoor e atualmente jogador de vôlei de praia turco.

## Carreira
Em 2013 ao lado de Hasan Hüseyin Mermer representou seu país na conquista da medalha de bronze nos Jogos do Mediterrâneo de 2013 em Mersin.
Na temporada 2014-15 atuou no voleibol de quadra (indoor) pelo Galatasaray FXTCR Istambul disputando a edição da Taça Challenge finalizando na quinta posição.